# Galina Popova
Galina Michailovna Popova (Russisch: Галина Михайловна Попова) (Leningrad, 2 juni 1932 - Odintsovo,  17 december 2017) was een Sovjet-Russische atlete. Ze nam in 1956 en 1964 voor de Sovjet-Unie deel aan de Olympische Spelen.